# Hugo Gerdau
Hugo Carl Wilhelm Gerdau (22 de março de 1879 – 2 de outubro de 1946) foi um empresário teuto-brasileiro.

## Biografia
Filho mais velho de João Gerdau, fundador do Grupo Gerdau, e de sua esposa Alvine.
Em 16 de janeiro de 1901, Hugo e seu pai compraram a estagnada fábrica de pregos Pontas de Paris, na capital gaúcha, dando as bases do atual Grupo Gerdau. Graças à produção de pregos da fábrica, renomeada como João Gerdau & Filho, esse artigo no Rio Grande do Sul não precisava mais ser importado. Em 1933 a fábrica expandiu sua produção com a construção de uma nova unidade em Passo Fundo.
Ao longo de sua vida, ele visitou países europeus e norte-americanos à procura de novas tecnologias no processo metalúrgico.
Em 1914 Hugo tornou-se um dos sócios-fundadores da Companhia Geral de Indústrias, a qual originou os fogões Geral. Assumiu o controle da companhia mais tarde, detendo o cargo até 1946, quando o negócio passou para as mãos do empresário Waldomiro Schapke.
Na década de 1930 participou, bem como seu irmão Walter Gerdau, de forma ativa na criação do Centro de Indústrias Fabril do Estado do Rio Grande do Sul, a futura Federação das Indústrias do Estado do Rio Grande do Sul (FIERGS). Morreu em 2 de outubro de 1946, aos 67 anos.

## Família
Em 1909, Hugo Gerdau desposou Ottília "Tilly" Bins. Eles tiveram duas filhas juntos:
- Helda Gerdau, que se casou com Curt Johannpeter.
- Liselotte Gerdau